# Kirsten Clark
Kirsten Lee Clark, ameriška alpska smučarka, * 23. april 1977, Portland, Maine, ZDA.
Nastopila je na treh olimpijskih igrah, najboljšo uvrstitev je dosegla leta 2002 z dvanajstim mestom v smuku. Na svetovnih prvenstvih je leta 2003 osvojila srebrno medaljo v isti disciplini. V svetovnem pokalu je tekmovala dvanajst sezon med letoma 1995 in 2007 ter dosegla eno zmago in še sedem uvrstitev na stopničke. V skupnem seštevku svetovnega pokala se je najvišje uvrstila na deveto mesto leta 2003, ko je osvojila tudi tretje mesto v smukaškem seštevku.